# Woodsia angolensis
Woodsia angolensis là một loài dương xỉ trong họ Woodsiaceae. Loài này được Schelpe mô tả khoa học đầu tiên.